# FKK Saunaclub
Cet article concerne le lieu nudiste allemand. Pour le club russe de football basé à Krasnodar, voir FK Krasnodar.
Un FKK Saunaclub est, en Allemagne, un lieu de prostitution de type sauna ou hammam. Le mot dérive de la « Freikörperkultur » (FKK, « culture du corps libre »), qui promeut en Allemagne le naturisme.
Ce sont des établissements ouverts en général du lundi au dimanche de 11 h à 3 h du matin, le client paie un droit d'entrée qui lui permet d'avoir accès au sauna, au hammam, à un buffet et des boissons non alcoolisés à volonté, parfois à un jacuzzi. La particularité de ces établissements tient au fait qu'ils abritent des prostituées indépendantes proposant des prestations sexuelles tarifées dans des chambres, la prostitution étant légale et régulée en Allemagne. Ces établissements se situent généralement dans des zones industrielles hors des villes.